# Chydorus biovatus
Chydorus biovatus är en kräftdjursart som beskrevs av Frey 1985. Chydorus biovatus ingår i släktet Chydorus och familjen Chydoridae. Inga underarter finns listade i Catalogue of Life.